# Sacramento Valley
Sacramento Valley – stacja kolejowa w Sacramento, w Kalifornii, w Stanach Zjednoczonych. Stacja ma 2 perony. Głównym operatorem stacji jest Amtrak. Pociągi tego przewoźnika dojeżdżają tu w ramach czterech połączeń, z których część sygnowana jest oznaczeniem Amtrak California, co oznacza iż są one finansowane przez władze stanowe Kalifornii. Ponadto na stacji zatrzymują się pociągi lekkiej kolei działające w ramach systemu Sacramento Regional Transit District, czyli komunikacji publicznej aglomeracji Sacramento.
W roku finansowym 2010 z pociągów Amtraku skorzystało na stacji 1 107 220 pasażerów.

## Połączenia

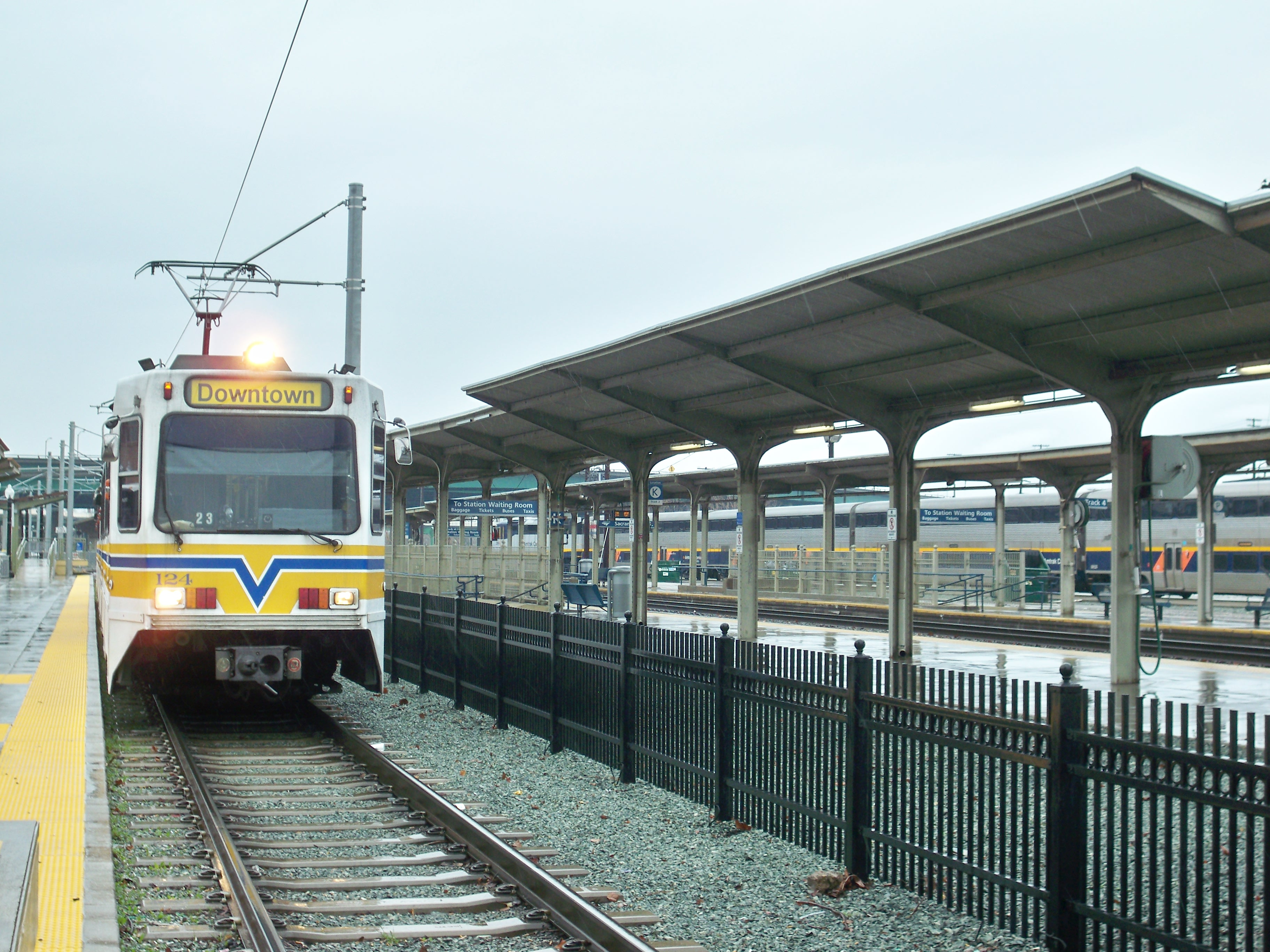
Pociąg lekkiej kolei stojący na stacji Sacramento w kierunku centrum miasta

| nazwa połączenia  | miasto docelowe (kierunek wschodni) | miasto docelowe (kierunek zachodni) | operator                             |
| ----------------- | ----------------------------------- | ----------------------------------- | ------------------------------------ |
| California Zephyr | Chicago                             | Emeryville                          | Amtrak                               |
| Coast Starlight   | Seattle                             | Los Angeles                         | Amtrak                               |
| San Joaquins      | Bakersfield                         | stacja końcowa                      | Amtrak California                    |
| Capital Corridor  | Auburn                              | San Jose                            | Amtrak California                    |
| Gold Line         | stacja końcowa                      | Folsom                              | Sacramento Regional Transit District |